# Mina Bissell
Mina J. Bissell (Teerã, 1940) é uma bióloga celular e molecular iraniana-estadunidense, que trabalha no Laboratório Nacional de Lawrence Berkeley. É conhecida principalmente por seu trabalho sobre a significância da matriz extracelular e da vizinhança microcósmica na diferenciação celular, morte celular programada e câncer (em especial câncer de mama).

## Vida e trabalho
Bissell cresceu em Teerã e recebeu om 18 anos de idade uma bolsa, inicialmente para o Bryn Mawr College. Obteve o bacharelado em química em 1963 no Radcliffe College, em 1964 obteve o grau de mestrado em bacteriologia e bioquímica na Escola de Medicina Harvard e em 1969 obteve o grau de Ph.D. em microbiologia e genética molecular na Universidade Harvard. No pós-doutorado trabalhou na Universidade da Califórnia em Berkeley, antes de ir para o Laboratório Nacional de Lawrence Berkeley (LBNL).

## Prêmios e condecorações
- 1994 fellow da Associação Americana para o Avanço da Ciência
- 1996 Prêmio Ernest Orlando Lawrence
- 2001 doutor honoria causa da Universidade Pierre e Marie Curie
- 2002 membro da Academia de Artes e Ciências dos Estados Unidos[1]
- 2004 doutor honoria causa da Universidade de Copenhague
- 2007 Prix International de l’INSERM[2]
- 2007 membro da American Philosophical Society[3]
- 2010 membro da Academia Nacional de Ciências dos Estados Unidos[4]
- 2016 Medalha E.B. Wilson[5][6]
- 2017 AACR Award for Lifetime Achievement in Cancer Research[7]
- 2017 membro associado da Organização Europeia de Biologia Molecular
- 2019 Prêmio Weizmann de Mulheres na Ciência